# Brown Boveri
Brown Boveri (Brown, Boveri & Cie., BBC) var ett schweiziskt företag vilket 1988 i en sammanslagning med svenska Asea bildade ABB.
Brown Boveri grundades 1891 i Baden, Schweiz, som ett elektrotekniskt företag. Man byggde snabbt upp fabriker även i Münchenstein och anlade flera dotterbolag i USA och Mannheim, Tyskland. Huvudsakligen tillverkade man ång- och vattenkraftstationer, elektriska banor och transportinrättningar samt andra elektriska anläggningar. Man tillverkade även ångturbiner och turbokompressorer, samt särskilt ångturbinaggregat.